# Зеленков, Серпион Вениаминович
Серпион Вениаминович Зеленков — советский хозяйственный, государственный и политический деятель, Герой Социалистического Труда, доктор технических наук.

## Биография
Родился в 1911 году в деревне Кожино. Член КПСС.
С 1925 года — на хозяйственной, общественной и политической работе. В 1925—1994 гг. — тянульщик проволоки, начальник энергохозяйства, начальник сектора проектирования, начальник ОКСа завода «Автоприбор», главный энергетик завода № 461 Наркомата авиационной промышленности СССР в городе Киров, парторг ЦК ВКП(б) на заводе № 149, главный конструктор Раменского приборостроительного конструкторского бюро, ведущий конструктор РПКБ авиационной промышленности.
Указом Президиума Верховного Совета СССР от 9 сентября 1976 года присвоено звание Героя Социалистического Труда с вручением ордена Ленина и золотой медали «Серп и Молот».
Умер в Раменском в 1994 году.